# امیل آکوا
امیل آکوا (انگلیسی: Emile Acquah؛ زادهٔ ۱۳ ژوئیهٔ ۲۰۰۰) بازیکن فوتبال است.
از باشگاه‌هایی که در آن بازی کرده است می‌توان به باشگاه فوتبال ساوتند یونایتد اشاره کرد.